# Kirkbridea tetramera
Kirkbridea tetramera är en tvåhjärtbladig växtart som beskrevs av John Julius Wurdack. Kirkbridea tetramera ingår i släktet Kirkbridea och familjen Melastomataceae. Inga underarter finns listade i Catalogue of Life.